# Manzanillas, Puebla
Manzanillas är en ort i Mexiko.   Den ligger i kommunen Ahuazotepec och delstaten Puebla, i den sydöstra delen av landet, 120 km nordost om huvudstaden Mexico City. Manzanillas ligger 2 355 meter över havet och antalet invånare är 154.
Terrängen runt Manzanillas är kuperad. Runt Manzanillas är det ganska tätbefolkat, med 56 invånare per kvadratkilometer. Närmaste större samhälle är Huauchinango, 19,1 km nordost om Manzanillas. I omgivningarna runt Manzanillas växer huvudsakligen savannskog.